# Bridge City (Texas)
La ville américaine de Bridge City est située dans le comté d'Orange, dans l’État du Texas. Sa population s’élevait à 7 840 habitants lors du recensement de 2010, estimée à environ 8 300 habitants en 2017.

## Histoire
Bridge City a été incorporée en 1970.

## Source
- (en) Cet article est partiellement ou en totalité issu de l’article de Wikipédia en anglais intitulé « Bridge City, Texas » (voir la liste des auteurs).